# Gunung Kinabalu
Gunung Kinabalu är Malaysias högsta berg med en höjd på 4 095 m över havet. Berget är beläget i Kinabalus nationalpark som är med på Unescos lista över världsarv och berget är ett populärt turistmål i Malaysia med besökare från hela världen.
Bergets nedre sluttningar har ett rikt växt- och djurliv. Här finns tusentals sorter av orkidéer och här finns djur såsom orangutanger, gibboner och hundratals arter av fåglar.
Första försöket att bestiga berget gjordes 1851 av sir Hugh Low, en brittisk kolonial administratör. Han nådde platån nära toppen men nådde inte själva toppen. Toppen är dock namngiven efter Low och kallas Low's peak. Den första att nå toppen var zoologen John Whitehead, året var 1888.